# Santa Maria da Boa Vista
Santa Maria da Boa Vista is een gemeente in de Braziliaanse deelstaat Pernambuco. De gemeente telt 41.745 inwoners (schatting 2009).